# Comuna de Stanin
Stanin (polaco: Gmina Stanin) é uma gminy (comuna) na Polónia, na voivodia de Lublin e no condado de Łukowski. A sede do condado é a cidade de Stanin.
De acordo com os censos de 2004, a comuna tem 9883 habitantes, com uma densidade 61,7 hab/km².

## Área
Estende-se por uma área de 160,25 km², incluindo:
- área agricola: 76%
- área florestal: 17%

## Demografia
Dados de 31 de Dezembro de 2005:
|                      | Total   | Total | Mulheres | Mulheres | Homens  | Homens |
| -------------------- | ------- | ----- | -------- | -------- | ------- | ------ |
|                      | pessoas | %     | pessoas  | %        | pessoas | %      |
| População            | 9807    | 100   | 4844     | 49,4     | 4963    | 50,6   |
| Densidade (pop./km²) | 61,7    | 100   | 30,5     | 30,5     | 31,2    | 31,2   |

De acordo com dados de 2002, o rendimento médio per capita ascendia a 1335,62 zł.

## Subdivisões
- Aleksandrów, Anonin, Borowina, Celiny Szlacheckie, Celiny Włościańskie, Gózd, Jarczówek, Jeleniec, Jonnik, Józefów, Kierzków, Kij, Kopina, Kosuty, Lipniak, Niedźwiadka, Nowa Wróblina, Nowy Stanin, Ogniwo, Sarnów, Stanin, Stara Gąska, Stara Wróblina, Tuchowicz, Wesołówka, Wnętrzne, Wólka Zastawska, Zagoździe, Zastawie.

## Comunas vizinhas
- Krzywda, Łuków, Stoczek Łukowski, Wojcieszków, Wola Mysłowska